# Тейлор, Джон Эдвард

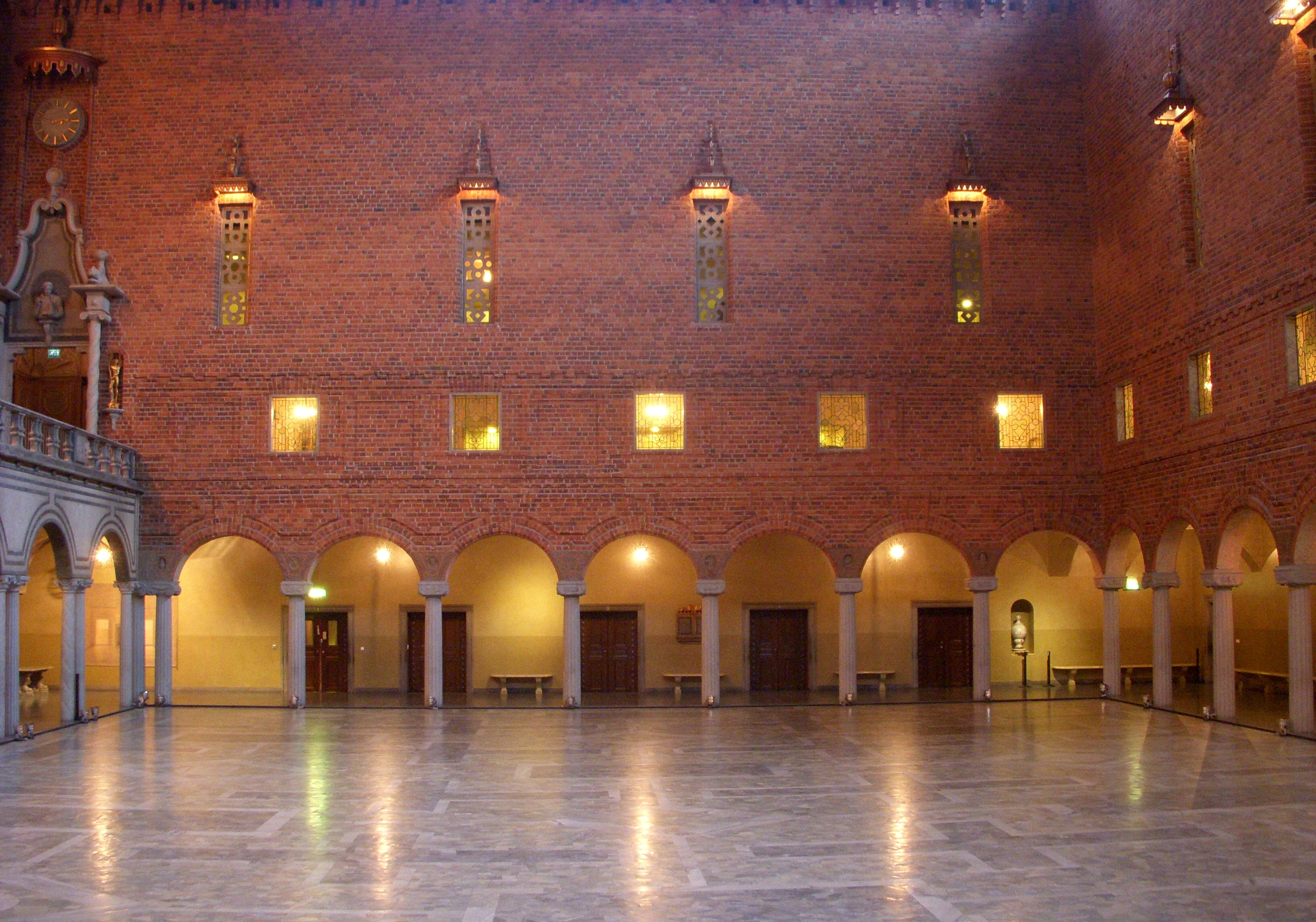
«Синий зал» Стокгольмской ратуши, в котором состоялось рукоположение в епископа Джона Эдварда Тейлора

Джон Эдвард Тейлор (англ. John Edward Taylor; 15 ноября 1914, Ист-Сент-Луис, США — 9 сентября 1976, Стокгольм, Швеция) — американский прелат, облат. Епископ Стокгольма со 2 июля 1962 по 9 сентября 1976.

## Биография
Джон Тейлор родился 15 ноября 1914 года в городе Восточный Сент-Луис, штат Иллинойс, США. После окончания средней школы поступил в мужскую монашескую конгрегацию облатов. Обучался теологии и в 1940 году получил учёную степень доктора богословия.
25 мая 1940 года Джон Тейлор был рукоположён в священника и служил в различных католических приходах. 2 июля 1962 года Римский папа Иоанн XXIII назначил Джона Тейлора епископом Стокгольма. 21 сентября 1962 года состоялось рукоположение в епископа, которое состоялось в «Синем зале» Стокгольмской ратуши.
В 1963 году Джон Эдвард Тейлор открыл в епархии Стокгольма первый после Реформации женский кармелитский монастырь. Участвовал в работе II Ватиканском соборе и перевёл новый чин мессы на шведский язык. В 1970—1973 годах Джон Эдвард Тейлор был председателем Конференции католических епископов Скандинавии.
Джон Эдвард Тейлор скончался 9 сентября 1976 года в Стокгольме.